# Otterfing
Otterfing település Németországban, azon belül Bajorországban. Lakosainak száma 4806 fő (2023. december 31.). Otterfing Holzkirchen és Dietramszell községekkel határos.

## Népesség
A település népessége az elmúlt években az alábbi módon változott:
| Lakosok száma | 629  | 1492 | 2636 | 3189 | 4520 | 4650 | 4812 | 4846 | 4838 | 4806 |
|               | 1875 | 1950 | 1975 | 1987 | 2012 | 2014 | 2016 | 2017 | 2021 | 2023 |